# 宇佐美滋
宇佐美 滋（うさみ しげる、1933年1月2日 - 2013年4月24日）は、日本の国際関係論研究者。

## 来歴
1957年、東京大学教養学部卒業。1959年、同大学院社会科学研究科国際関係論修士課程修了、国際学修士。
1959年、毎日新聞社に入社。1960年、フルブライト留学生としてコロンビア大学大学院（公法・政治課程）に留学。中国移動特派員、香港特派員を経て、1974年から1977年までワシントン特派員。
1977年、東京外国語大学教授、国際関係論担当。在職中にジョージ・ワシントン大学客員教授を経験。1995年、日本大学国際関係学部教授。2000年、『米中国交樹立交渉の研究』により日本大学から博士（国際関係）を取得。
2013年4月24日、肺炎のため80歳で死去。

## 著書

### 単著
- 『アメリカ大統領――最高権力をつかんだ男たち』 講談社、1988年
  - 改訂『アメリカ大統領を読む事典――世界最高権力者の素顔と野望』 講談社+α文庫、2000年
- 『ファースト・レイディーズ―ホワイトハウスを彩った女たちの物語』 文藝春秋・文春ネスコ、1989年
  - 『ファーストレディ物語―ホワイトハウスを彩った女たち』 文春文庫、1991年
- 『揺れるアメリカ外交―超大国の政策決定プロセスとジレンマ』 バベル・プレス、1990年
- 『ホワイトハウス物語』 文藝春秋、1992年
  - 改訂『アメリカ大統領―歴代41人の素顔』 三笠書房 知的生きかた文庫、2000年
- 『米中国交樹立交渉の研究』 国際書院、1996年

### 翻訳
- ロクサーヌ・ウィトケ『江青』 中嶋嶺雄共訳、パシフィカ（上下）、1977年
- J・Slevin、M・Spagnolo編『ケネディの絆――大統領をめざす若者たち』 西村書店、1992年
- イーブン・A・エアーズ『ホワイトハウス日記 1945-1950――トルーマン大統領とともに』 ロバート・ファレル編、共訳、平凡社、1993年
- ピーター・G・ピーターソン『豊かな国への選択』 西村書店（上下）、1994年
- 栄陽子留学研究所編『アメリカ史入門』 監訳、国際教育出版、2001年、新版2005年